# Paulista Flórida
Paulista Flórida är en ort i Brasilien.   Den ligger i kommunen Flórida Paulista och delstaten São Paulo, i den södra delen av landet, 700 km sydväst om huvudstaden Brasília. Paulista Flórida ligger 375 meter över havet och antalet invånare är 8 865.
Terrängen runt Paulista Flórida är platt. Närmaste större samhälle är Adamantina, 16,2 km sydost om Paulista Flórida.
Trakten runt Paulista Flórida består i huvudsak av gräsmarker. Runt Paulista Flórida är det ganska glesbefolkat, med 38 invånare per kvadratkilometer.